# Oronzio Gabriele Costa
Oronzio Gabriele Costa (Lecce, 26 augustus 1787, - Napels, 7 november 1867) was een Italiaans zoöloog.

## Algemeen
Oronzio Gabriele Costa werd geboren als de zoon van Domenico en Vita Manera. Hij verhuisde naar Napels in 1808 en studeerde daar aan de universiteit.
Nadat hij afstudeerde in geneeskunde keerde hij terug naar Lecce, waar hij een medische praktijk begon met Pasquale Manni, die hem introduceerde
in de studie van plantkunde en natuurhistorie, hij was vrijwel autodidact. Hij doceerde zoölogie aan de universiteit van Napels en
schreef 126 wetenschappelijke artikelen over diverse onderwerpen, voornamelijk entomologie maar hij deed ook systematische meteorologische waarnemingen, was tevens mineraloog en begon een klein museum.
Zijn twee zonen, Achille Costa (1823-1899) en Giuseppe Costa , waren ook beide bekende zoölogen.
Hij was lid van de Accademia Reale delle Scienze en werd in 1846 voorzitter van de Accademia Pontaniana.

## Enkele van de diersoorten voor het eerst wetenschappelijk beschreven door Costa
- Dactylopius Costa 1829 - Geslacht van insecten uit de Hemiptera familie Dactylopiidae
- Acinipe calabra Costa 1828 - Insect uit de familie Pamphagidae
- Alburnus albidus Costa 1838 - Vis uit de familie Cyprinidae
- Cyclosa insulana (Costa, 1834) - Spin uit de familie Araneidae
- Dactylopius coccus Costa, 1835 - Insect uit de familie Dactylopiidae
- Himacerus mirmicoides Costa 1834 - Wants uit de Heteroptera familie Nabidae
- Nemesia meridionalis (Costa, 1835) - Spin uit de familie Nemesiidae
- Prionotropis appula Costa 1836 - Insect uit de familie Pamphagidae

## Diersoorten naar hem vernoemd
- Alpaida costai Levi 1988 - Spin uit de familie Araneidae
- Esunculus costai Kaup, 1856 - een synoniem voor Albula vulpes Linnaeus , 1758 , vis uit de familie Albulidae
- Italopodisma costai Targioni-Tozzetti 1881 - insect uit de familie Acrididae

## Gedeeltelijke lijst van publicaties
- Fauna Vesuviana (1827).
- Fauna di Aspromonte (1828).
- Fauna del Regno di Napoli.